# 杜滋
杜滋。陕西省榆林縣人，清朝政治人物。

## 生平
道光十年（1830年）中舉人，道光二十五年（1845年）會試中式，但因覆試考列四等，被罰停殿試一科，道光二十七年（1847年）丁未科殿試成三甲第八十一名進士。以知縣任用。

## 著作
曾於舊“榆林八景”之一的“寒泉冬蒸”（普惠泉）處題詩：
驼城十里涌寒泉，冬日云蒸众壑前。
烹茗恰似深鼎沸，饮汤直似曲池煎。
纵令夹岸霜飞雪，应讶长波灶吐烟。
一带潆洄冰不结，溪间溅月碎还圆。